# 多汁乳菇属
多汁乳菇属（学名：Lactifluus）也称水乳菇属，是红菇科下的一个属。

## 下属物种
本属包括以下物种：